# Viaje de la reconciliación
El Viaje de la reconciliación (en inglés, Journey of Reconciliation), también llamado «primer Viaje de la libertad» (en inglés, First Freedom Ride), fue una forma de acción directa no violenta para desafiar las leyes estatales de segregación racial en los autobuses interestatales en el sur de Estados Unidos. Bayard Rustin y otros 18 hombres y mujeres fueron los primeros organizadores del viaje de dos semanas que comenzó el 9 de abril de 1947. Los participantes comenzaron su viaje en Washington D. C., viajaron hasta el sur de Carolina del Norte, antes de regresar a Washington D. C.
Se consideró que el viaje inspiró a los posteriores Viajeros de la libertad, parte del Movimiento por los derechos civiles a partir de mayo de 1961 en adelante. James Peck, uno de los participantes blancos del Viaje de la reconciliación, también participó como uno de los Viajeros de la libertad de mayo de 1961.

## Historia
Participaron dieciséis hombres del Congreso de Igualdad Racial (CORE por sus siglas en inglés), ocho blancos y ocho negros, incluidos los organizadores, el ministro metodista blanco George Houser de la Fraternidad de la Reconciliación (FOR por sus siglas en inglés) y CORE y el cuáquero negro Bayard Rustin de FOR y el American Friends Service Committee. Los otros participantes negros fueron el músico de Chicago Dennis Banks; Andrew Johnson, estudiante de Cincinnati; el abogado de Nueva York Conrad Lynn; Wallace Nelson, profesor independiente; Eugene Stanley de la Universidad Estatal Agrícola y Técnica de Carolina del Norte; William Worthy del Consejo de Nueva York para un FEPC Permanente; y Nathan Wright, un trabajador social de la iglesia de Cincinnati. Los otros participantes blancos fueron los ministros de Carolina del Norte, Louis Adams y Ernest Bromley; Joe Felmet de la Liga de Defensa de los Trabajadores del Sur; Homer A. Jack, secretario ejecutivo del Consejo contra la Discriminación Racial y Religiosa de Chicago; James Peck, editor del boletín de noticias de la Liga de Defensa de los Trabajadores; Worth Randle, biólogo de Cincinnati; y el pacifista radical Igal Roodenko.
Los participantes planearon viajar en transporte público comenzando en Washington D. C., pasaron por Richmond y se detuvieron en Petersburg. Al día siguiente pasaron por Raleigh, y una vez que llegaron a Durham, el conductor del autobús llamó a la policía por Rustin, quien se negó a pasar a la parte trasera del autobús. La policía no hizo nada, y todo lo que sucedió fue que el autobús se retrasó durante 45 minutos mientras el conductor del autobús y Rustin se negaban a moverse. Durante el viaje de dos semanas, los afroestadounidenses continuaron sentados al frente, los estadounidenses blancos se sentaron atrás o, a veces, uno al lado del otro, todo en violación de las leyes estatales vigentes que requerían que los pasajeros practiquen el asiento separado en los autobuses. El día después de que el conductor del autobús llamara a la policía sobre Rustin, el grupo de ocho hombres blancos y ocho hombres negros se reunió con el Consejo Intercolegiado para la Religión en la Vida y asistió a servicios religiosos. El 13 de abril, cuatro de los hombres fueron arrestados, dos hombres negros por no ceder su asiento y dos hombres blancos por defender a los dos hombres negros. James Peck fue a pagar sus bonos y un taxista lo golpeó en la cabeza.
La tensión racial comenzó a crecer a medida que avanzaba el viaje. Poco después, los hombres arrestados se reunieron en Greensboro con los restantes viajeros. Las tensiones raciales aumentaron después del éxodo de los pasajeros. El 14 de abril, Martin Watkins, un veterano de guerra discapacitado blanco, fue golpeado por varios taxistas por hablar con una mujer afroestadounidense en una parada de autobús. Watkins presentó cargos, pero el juez también presentó cargos contra Watkins argumentando que él comenzó la pelea. Durante casi una semana, tanto en el Daily Tar Heel como en el Chapel Hill Weekly, los debates sobre el incidente y las relaciones raciales continuaron. El Viaje de la reconciliación continuó, eventualmente pasando de regreso por el oeste de Carolina del Norte, Tennessee, Kentucky, y luego regresando a Virginia y Washington D. C.
En mayo de 1947 los miembros que habían sido arrestados fueron juzgados y sentenciados. Los viajeros apelaron sin éxito sus sentencias. El 21 de marzo de 1949, Rustin y dos manifestantes blancos se entregaron en el juzgado de Hillsborough y fueron enviados a cadenas de presidiarios segregados. Rustin publicó entradas en el diario sobre la experiencia. Sus escritos, así como las acciones de los ciclistas del viaje en abril de 1947, con el tiempo inspiraron la protesta no violenta de Rosa Parks en 1955 y a los Viajeros de la libertad de 1960-1961.
Fueron respaldados por el reciente fallo de la Corte Suprema de los Estados Unidos de 1946 en el caso Irene Morgan v. Commonwealth of Virginia, que prohibió la segregación en los viajes interestatales como inconstitucional, al poner «una carga indebida en el comercio». Los estados del Sur se negaban a hacer cumplir la decisión de la Corte. Sobre la base de consultas, los manifestantes limitaron su acción directa al Sur alto, donde el riesgo de violencia no era tan alto como en el Sur profundo.
Los ciclistas sufrieron varios arrestos, especialmente en Carolina del Norte. El juez Henry Whitfield expresó su disgusto por los hombres blancos involucrados:

«Ya es hora de que ustedes, los judíos de Nueva York, aprendan que no pueden venir aquí trayendo a sus niggers con ustedes para alterar las costumbres del Sur. Solo para enseñarles una lección, les di a sus muchachos negros treinta días [en una cadena de presidiarios], y a ustedes les doy doy noventa».

La NAACP y Thurgood Marshall tenían reservas sobre el uso de la acción directa, temiendo que provocara mucha violencia pero poco progreso hacia los derechos civiles. La NAACP ofreció una cantidad limitada de ayuda legal para los arrestados. Bayard Rustin creía que el Viaje de la reconciliación, así como otras acciones que cuestionaban la segregación en estos años, contribuyeron al fallo final de la Corte Suprema de los Estados Unidos en 1954 en el caso Brown contra el Consejo de Educación, que declaró que las escuelas segregadas eran inconstitucionales y ordenó su terminación.